# Uszty-Cilma
Uszty-Cilma (oroszul: Усть-Цильма, komi nyelven Чилимдiн) falu Oroszországban, Komiföldön, az Uszty-cilmai járás székhelye. Lakossága: 4877 fő (a 2010. évi népszámláláskor).

## Fekvése, éghajlata
Komiföld északi, ritkán lakott részén, Sziktivkartól 664 km-re, a Pecsora jobb partján fekszik, ahol a folyó éles kanyarral fordul észak felé. A túlsó parton ömlik a Pecsorába a Cilma (Csilma, Csilim). Eredetileg a település ott, a bal parti torkolatnál feküdt (az orosz „usztyje” jelentése 'torkolat').
Az 1889–2006 között mért adatok szerint a levegő évi középhőmérséklete: –1,8 °C. A januári középhőmérséklet –17,2 °C, a júliusi 14,6 °C.

## Története
1542-ben két novgorodi személy (egyikük Rettegett Iván egyik távoli rokona) alapította. A 16. században a terület ezüst- és rézbányászatának központja volt. A lakosság nagy része vadászattal, halászattal foglalkozott.
Viszonylag kedvező földrajzi helyzete révén a 18. század végén már a pecsorai átmenő kereskedelem egyik központja volt. 1891-ben a hatalmas kiterjedésű Pecsorai ujezd székhelye lett, 1895-ben bekapcsolódott a távíróhálózatba.
A szovjet korszakban, 1927-ben helyezték üzembe az első villamoserőművet. 1932-ben repülőjárat indult Arhangelszk–Lesukonszkoje–Uszty-Cilma–Narjan-Mar útvonalon. 1929-ben az akkor létrehozott Uszty-cilmai járás székhelye lett. Ez Komiföld egyik legnagyobb területű és legritkábban lakott járása.
1982-ben kezdte meg működését a televízióállomás. 1988-ban átadták az AN-24-es és JAK-40-es gépek fogadására alkalmas beton kifutópályát. 2002-ben egy híd megépítésével közúton (Izsma településen át) elérhetővé vált Irael vasútállomás, a Komiföldet délnyugat–északkeleti irányban átszelő (Kotlasz–Vorkuta vasúti fővonalon.

## Népesség
- 1959-ben 4 428 lakosa volt.
- 1979-ben 5 498 lakosa volt.
- 1989-ben 5 344 lakosa volt.
- 2002-ben 5 081 lakosa volt, melynek 95%-a orosz.
- 2010-ben 4 877 lakosa volt.